# 氮丙环
氮丙环，也称环乙亚胺、氮杂环丙烷、吖丙啶、环乙胺、氮丙啶、乙烯亚胺，是氮原子取代环丙烷的一个碳原子形成的杂环化合物，分子式为C2H5N。氮丙环在室温下是无色易流动的液体，有强烈的氨味，有毒。它用作有机合成的中间体，也是很多合成药物的前体。
氮丙环在国际癌症研究机构(IARC)的分类中属于2B类致癌物质，可能会造成癌症。
广义上，氮丙环指任何含有简单环丙啶环系（三元氮杂环丙烷环系）的化合物，即简单氮丙环的衍生物。

## 结构
与其他三元环体系如环丙烷、环氧乙烷类似，氮丙环中的键角约为60°，与sp3杂化碳的109°28'相差较大，含有香蕉键。它有碱性，但不如非環系脂肪族胺化合物强，pKa为7.9。氮丙環中的角張力還能增高氮反轉的能壘(能量障壁)。這個能壘的高度允許分隔其衍生物的反轉異構體的分離，例如N-氯-2-甲基氮丙环的順-和反-反转异构体。

## 合成
氮丙环可通过多种方法合成。

### 卤代胺及氨基醇的环化
α-卤代胺或β-氨基醇都可发生分子内亲核取代反应生成氮丙环环，分别称为Wenker合成(1935)及Gabriel氮丙环合成(1888)。用氨基醇反应时，需要先将羟基转化为一个较好的离去基团。

### 氮烯加成
先由叠氮化物光解或热解制得氮烯，再让其与烯烃加成，可以很顺利地制得氮丙环环。氮烯也可由二乙酸碘苯与磺胺反应，或由下图中的化合物裂解制得乙氧羰基氮烯：

### 三唑啉热解
烯烃与叠氮化物发生环加成反应生成三唑啉，再让三唑啉热分解生成氮气及氮丙环。

### 由环氧化合物制取
在叠氮化钠作用下，环氧化合物开环生成叠氮化物，再用三苯基膦还原，放出氮气，也可得到氮丙环。

### 由肟制取
也可由肟与格氏试剂反应制备某些氮丙环，称为“Hoch-Campbell氮丙环合成”：

## 反应
氮丙环的氮类似于仲胺，可在不开环的情况下发生取代反应。与三聚氰氯的产物三乙烯三聚氰胺可在感光材料中用作坚膜剂：
氮丙环易与亲核试剂反应开环，其中醇解和氨解反应是相应制备反应的逆反应。与有机锂试剂和吉尔曼试剂等碳亲核试剂也可反应。此类的反应有很多应用，如在奥司他韦全合成中，有一步利用了氮丙环环在叠氮三甲基硅烷（TMSN3）和不对称配体作用下的不对称开环反应：
一些N-取代且两个环碳原子都连有吸电子基的氮丙环光解电环化开环生成亚甲胺叶立德，并可被特定的亲偶极体捕集，发生1,3-偶极环加成反应。
很多氮丙环衍生物都是药物，包括噻替哌、三乙烯三聚氰胺和三乙烯亚胺苯醌。噻替哌是一种抗癌药物，可由三氯化磷与硫反应先制得三氯硫磷，再与三分子的氮丙环反应合成。
氮丙烯是在氮丙环分子中加上一个双键形成的化合物，有两种，双键为C=N键的称为“1-氮丙烯”，双键为C=C键的称为“2-氮丙烯”。氮丙烯母体尚未发现，1-氮丙烯的衍生物已有报导。另外，将氮丙环的氮换为氧和硫，则可分别得到环氧乙烷与环硫乙烷（噻丙环），性质与氮丙环有些相似。